# Cimetière russe de Berlin-Tegel
Pour les articles homonymes, voir Cimetière russe.
Le cimetière russe de Berlin-Tegel (Russischer Friedhof Berlin-Tegel) est un cimetière berlinois situé sur la Wittestraße 37, dans le quartier de Tegel, au nord-ouest de Berlin. Il fut fondé en 1893 pour la communauté russe-orthodoxe de la capitale de l'Empire allemand. De nombreux exilés de Russie en majorité issus de la noblesse, émigrés après la révolution d'Octobre y reposent, parmi lesquels le père de Vladimir Nabokov ou celui de Sergueï Eisenstein, Mikhaïl Eisenstein.

## Histoire
La paroisse russe-orthodoxe de Berlin acheta en octobre 1892 pour 30 000 marks une parcelle de deux hectares à Tegel et fit venir de la terre de Russie. Albert Bohm construisit une église avec cinq coupoles bleues dédiée à saint Constantin et sainte Hélène quelques mois plus tard. Le cimetière fut officiellement ouvert, le 2 juin 1894.
Après la chute de l'Empire russe, il devint la nécropole de milliers d'exilés, parmi eux nombre d'intellectuels, d'officiers, d'hommes d'État (Pavel Kourlov), de membres de la noblesse comme des Galitzine, des Dachkov ou des Kropotkine, mais aussi de simples soldats.
Un monument à Glinka (enterré à Saint-Pétersbourg) s'y trouve, ainsi qu'un monument aux morts pour les soldats russes tombés lors de la Première Guerre mondiale et un autre pour ceux tombés lors de la Seconde Guerre mondiale.
Le cimetière souffrit après la Seconde Guerre mondiale et pendant la deuxième moitié du XXe siècle. Aujourd'hui, il a été restauré (ainsi que l'église en 2005) et abrite, en plus des descendants des familles, des Russes ou d'anciens citoyens d'URSS émigrés après 1991.

## Galerie

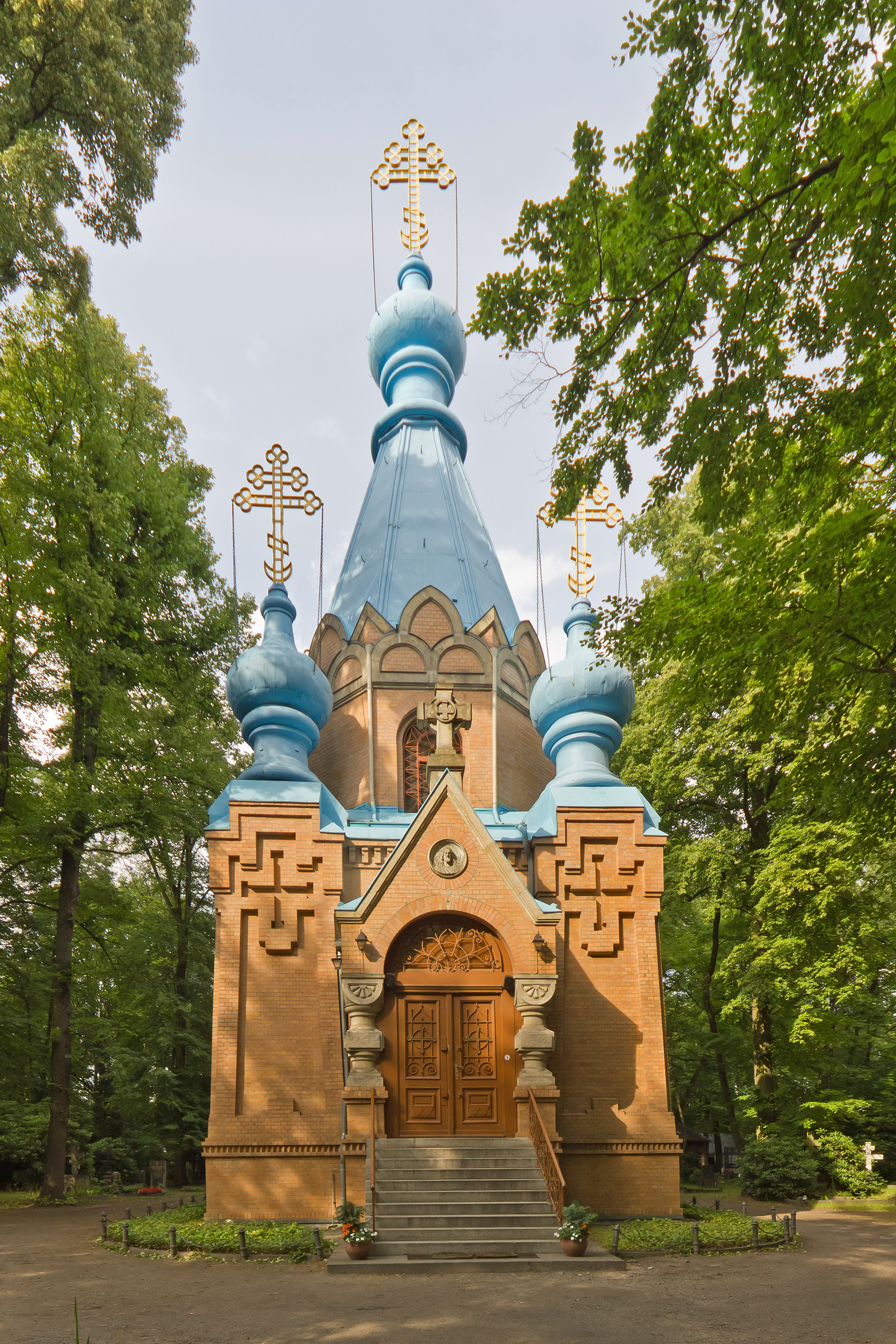
Vue de l'église du cimetière
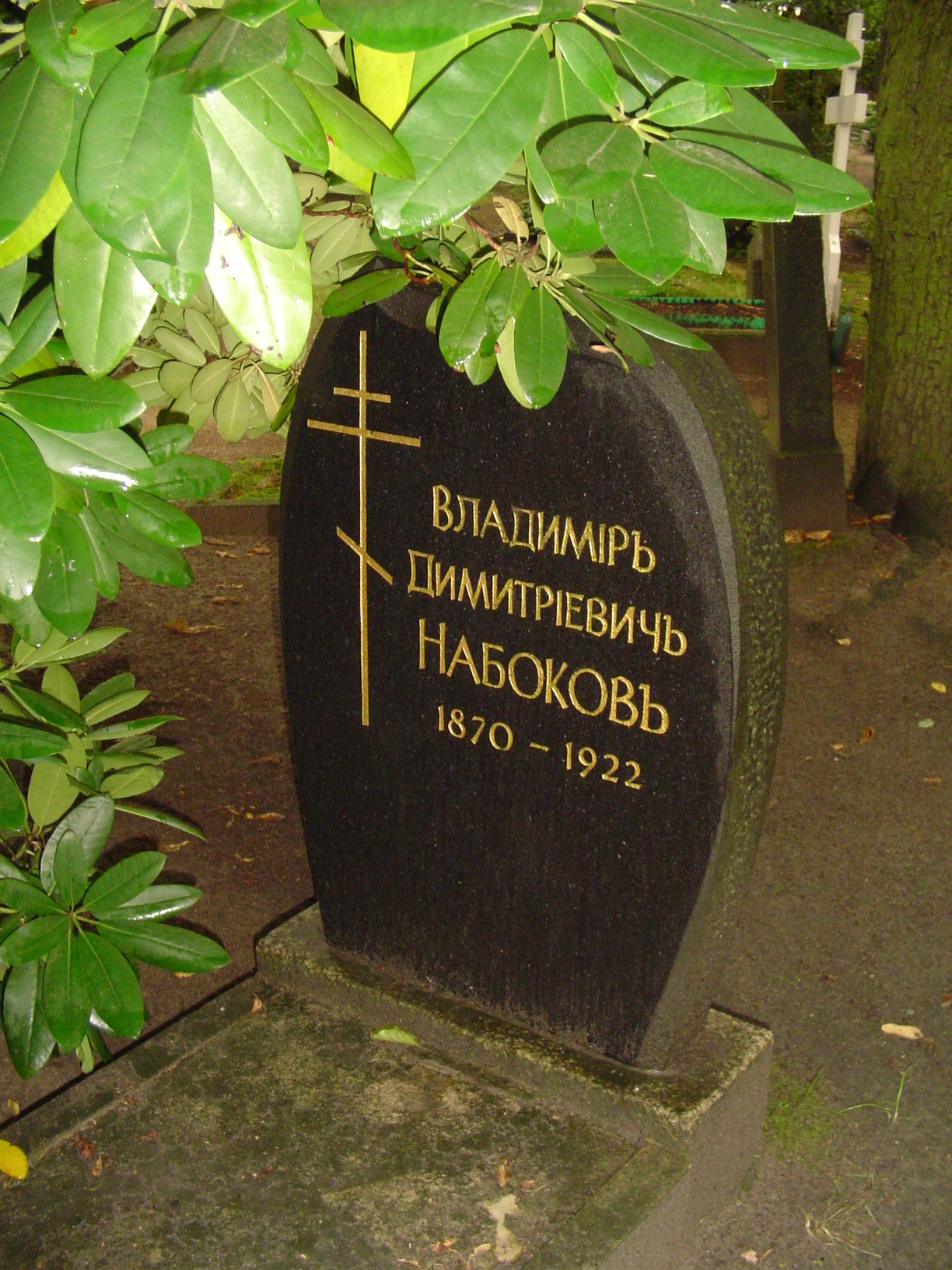
Tombe du père de Nabokov

## Source
- (de) Cet article est partiellement ou en totalité issu de l’article de Wikipédia en allemand intitulé « Russischer Friedhof von Berlin-Tegel » (voir la liste des auteurs).